# The Sims 4
The Sims 4 là một tựa game mô phỏng. Đây là phần thứ tư trong dòng game The Sims. Trò chơi được phát triển bởi Maxis và The Sims Studio và được xuất bản cũng như công bố bởi hãng Electronic Arts vào ngày 6 tháng 5 năm 2013, được phát hành cho hệ điều hành Microsoft Windows và OS X vào cuối năm 2014. Giữa năm 2017, Electronic Arts đã phát hành phiên bản The Sims 4 cho hệ máy Console.
The Sims 4 có lối chơi tương tự như phần game tiền nhiệm, The Sims 3. Người chơi điều khiển nhân vật (được gọi là Sim) một cách tự do và tương tự như đời thật. Tựa game, như bao phần trước không có mục đích cuối cùng, là lối chơi phi tuyến tính.
Vào 20 tháng 8, 2013, The Sims 4 đã được tiết lộ thông qua một bản chơi demo và phát hành trailer tại Gamescom.

## Quá trình phát triển
Vào 25 tháng 4 năm 2013, một số ảnh chụp màn hình của tựa game đã bị rò rỉ ra ngoài. Ngày 3 tháng 5 năm 2013, Electronic Arts gửi một e-mail tới nhiều website của người hâm mộ dòng game rằng sẽ có một thông báo lớn vào 6 tháng 5 năm 2013, mà nhiều người suy đoán sẽ là The Sims 4.
The Sims 4 được phát triển bởi Maxis.. The Sims 4 sẽ là một thể loại chơi đơn, và sẽ không yêu cầu kết nối internet để chơi, nhưng sẽ cần một tài khoản Origin và truy cập Internet trong quá trình cài đặt ban đầu.
Tựa game đã được công bố tại GamesCom 2013 cùng với các thương hiệu khác của EA. Tính năng công bố tập trung vào việc cải thiện Create-A-Sim và cảm xúc dựa trên trò chơi. Yibsims, người chủ yếu là quản lý các trang web fan hâm mộ và YouTube được mời tới Sims Camp để chơi tựa game trước cộng đồng và báo chí, do đó các trò chơi nhận được hỗ trợ tối thiểu từ fansite bên ngoài. Maxis tuyên bố game sẽ chạy tốt hơn trên máy tính đời cũ hơn The Sims 3, bị cản trở với vấn đề hiệu suất trên máy tính do không đủ cấu hình.
Các fan của dòng game The Sims nghi ngờ rằng The Sims 4 đã được dự kiến sẽ được phát hành vào đầu năm 2014, nhưng cuối cùng EA tiết lộ The Sims 4 sẽ được phát hành vào mùa thu 2014.
Tháng 4 năm 2014, giám đốc sản xuất của EA - Rachel Franklin xác nhận qua Twitter rằng EA sẽ giới thiệu The Sims 4 tại E3 Los Angeles.
Vào 14 tháng 5, 2014, công bố Trailer Create A Sim trên kênh YouTube của họ
Ngày 28 tháng 5, nhóm phát triển trình chiếu một video mới, ra mắt các hệ thống xây dựng. Video được đăng tải trên trang The Sims, trên Youtube.

## Lối chơi
The Sims 4 là một trò chơi mô phỏng cuộc sống, tương tự như các phiên bản trước. Người chơi tạo một nhân vật gọi là Sim và điều khiển cuộc sống của nó để khám phá những tính cách khác nhau, điều này sẽ thay đổi cách chơi của trò chơi. Sim có thể làm nhiều việc cùng lú. Các tâm trạng của Sim thay đổi lối chơi bằng cách làm ảnh hưởng đến tâm trạng của Sim, ngoài ra còn giới thiệu các tùy chọn tương tác mới trong trò chơi.
Tương tự như các phiên bản The Sims trước đây, có rất nhiều thử thách do các người chơi trên khắp thế giới tạo ra. Một trong những thử thách phổ biến nhất là Thử thách kế thừa, trong đó người chơi tạo ra một Sim duy nhất và cố gắng làm cho dòng họ của nó tồn tại qua mười thế hệ.

### Create a Sim (CAS)
Một thay đổi lớn đối với chức năng Create a Sim là các thanh trượt trong các phiên bản trước đã được thay thế bằng thao tác chuột trực tiếp. Bằng cách nhấp, kéo thả chuột, người chơi có thể thao tác trực tiếp các đặc điểm trên khuôn mặt của Sim. Người chơi có thể thao tác trực tiếp bất kỳ bộ phận nào trên cơ thể bao gồm bụng, ngực, chân, tay và bàn chân. Trong các phiên bản trước đây, chỉ có thể điều khiển mức khỏe khoắn và độ mập trên cơ thể của Sim. Cũng giống như các phiên bản trước, mức độ khỏe khắn và độ mập vẫn có thể được điều chỉnh trong The Sims 4 với thanh trượt. Phiên bản chính đi kèm với hơn 40 kiểu tóc cho cả Sims nam và nữ. Có đến 18 tùy chọn màu tóc cho mỗi kiểu tóc. Bạn có thể lựa chọn các thiết kế tạo sẵn của Sim, đồng thời có nhiều loại về hình dáng và sắc tộc.
The Sims 4 bao gồm các giai đoạn phát triển như trẻ sơ sinh (Baby), trẻ mới biết đi (Toddler), trẻ em (Child), thiếu niên (Teenager), thanh niên (Young Adult), người lớn (Adult) và người già (Elder). Trẻ sơ sinh chỉ có thể được sinh ra thông qua hành vi giao phối của Sim và không có sẵn trong chế độ CAS. Trẻ mới biết đi trong các phiên bản đầu tiên chưa được thêm vào, nhưng đã được cập nhật trong bản vá tháng 1 năm 2017.
Mỗi Sim được chọn ba đặc điểm tính cách và một khát vọng chứa đặc điểm tiềm ẩn của riêng nó nếu như Sim đạt được khát vọng.
So với các phiên bản trước đây, trong đó danh mục trang phục hàng ngày, lịch sự, đồ ngủ, thể thao, dự tiệc và đồ bơi bị hạn chế, tất cả các tùy chọn quần áo đều có sẵn trên tất cả các trang phục và người chơi được phép chọn tối đa 5 trang phục cho mỗi danh mục. Có một bảng điều khiển bộ lọc nơi các tùy chọn quần áo có thể được sắp xếp theo màu sắc, chất liệu, danh mục trang phục, lựa chọn thời trang, kiểu dáng, nội dung và gói trò chơi.
Trong bản cập nhật mùa hè 2016, các tùy chọn giới tính đã được mở rộng trong trò chơi, cho phép mọi bản dạng giới. Với bản cập nhật này, bất kỳ Sim nào thuộc bất kỳ giới tính nào cũng có thể mặc trang phục và cắt tóc, và việc mang thai có thể được thực hiện bởi bất kỳ giới tính nào.

### Chế độ xây dựng (Build/Buy mode)
Trong The Sims 4, các chế độ xây dựng và chế độ mua đã được kết hợp lại thành một như một tính năng duy nhất, khác với các phiên bản trước, được chia ra thành hai chế độ.
Chế độ xây dựng thêm vào đồ vật của từng gói trò chơi. Một số vật phẩm ở chế độ xây dựng có thể được mở khóa thông qua sự phát triển của các cấp độ nghề nghiệp hoặc sử dụng mã gian lận. Toàn bộ tòa nhà và phòng có thể được di chuyển qua nhiều nơi. Có một tùy chọn tìm kiếm để tìm kiếm các mục nhỏ trong chế độ xây dựng. Có những căn phòng đã được thiết kế và xây dựng sẵn được thêm vào trong chế độ xây dựng mà bạn có thể xây ngay lập tức. Chiều cao của tường có thể được điều chỉnh. Thêm vào công cụ xây hồ bơi với nhiều kiểu hồ bơi như hình tam giác, hình vuông và hình bát giác. Có những mã gian lận trong chế độ xây dựng như "motherlode", cho phép người chơi tự động nhận được §50.000 (Simoleons) được thêm vào hộ gia đình của Sim.

### Thư viện (The Gallery)
The Sims 4 bao gồm các tính năng chia sẻ, chẳng hạn như tải Sim, khu đất, và phòng mà những người chơi khác đã tạo từ Thư viện. Người chơi có thể xuất bản các tác phẩm của họ vào Thư viện để những người chơi khác tải xuống ngay lập tức.
Vào ngày 9 tháng 1 năm 2015, EA đã phát hành phiên bản The Gallery cho các thiết bị iOS và Android.

### Các bản đồ (Worlds)
Các phiên bản đầu tiên được thêm vào hai bản đồ là Willow Creek và Oasis Springs. Cả hai bản đồ đều chứa năm khu vực lân cận và tổng cộng 21 lô đất. Với việc phát hành thêm hai gói trò chơi Outdoor Retreat và Jungle Adventure, bản đồ Granite Falls và Selvadorada, được thêm vào trò chơi như một nơi để đi du lịch và tham quan trong các hoạt động ngoài trời. Bản đồ Newcrest được thêm vào trò chơi trong một bản cập nhật miễn phí, có ba khu vực lân cận và năm lô trống trong mỗi khu, tổng cộng là 15 lô. Bản đồ Magnolia Promenade đi kèm với Gói mở rộng Get to Work và Windenburg được giới thiệu trong Gói mở rộng Get Together. Gói Mở rộng City Living, được phát hành vào tháng 11 năm 2016, được giới thiệu thành phố mới tên là San Myshuno. Gói trò chơi The Vampires đã thêm bản đồ Forgotten Hollow vào trò chơi. Vào tháng 11 năm 2017, Brindleton Bay đã được thêm vào trong Gói mở rộng Cats and Dogs. Vào tháng 11 năm 2018, bản đồ Del Sol Valley đã được thêm vào với Gói Mở rộng Get Famous. Vào tháng 2 năm 2019, Bản đồ Strangerville đã được đi kèm gói trò chơi Strangerville. Vào tháng 6 năm 2019, gói mở rộng Island Living đã giới thiệu một thế giới mới lấy cảm hứng từ những hòn đảo nhiệt đới với tên gọi Sulani. Vào tháng 9 năm 2019, hai bản đồ mới là Glimmerbrook và The Magic Realm (có thể đến được thông qua một cánh cổng ma thuật) đã được đưa vào cùng với việc phát hành gói trò chơi Realm of Magic. Vào tháng 11 năm 2019, Bản đồ Britechester đã được phát hành với Gói mở rộng Discover University. Vào tháng 6 năm 2020, bản đồ Evergreen Harbour đã được đưa vào Gói Mở rộng Eco Lifestyle.

### Gian lận (Cheat)
Để sử dụng mã cheat, người chơi có thể dùng phím CTRL + Shift + C để bật tắt thanh cheat, và nhấn Enter sau khi nhập mã cheat.
| Mã cheat                            | Kết quả |
| ----------------------------------- | --- |
| testingcheats on                    | Cho phép thử nghiệm cheat trong The Sims 4                                                                                                |
| kaching                             | Cộng 1000 simoleons |
| motherlode                          | Cộng 50,000 simoleons |
| money x                             | Cộng trừ ra số simoleons x mong muốn |
| resetsim [tên đầy đủ của Sim]       | Thiết lập lại Sim bị kẹt |
| death.toggle true/false             | Bật/tắt cái chết |
| headlineeffects on/off              | Bật/tắt Plumbob, hiệu ứng trên đầu của Sims                                                                                               |
| freerealestate on/off               | Mua nhà miễn phí |
| household.autopay_bills true/false  | Bật/tắt hóa đơn tiền nhà, điện nước |
| fps on/off                          | Bật/tắt hiển thị số fps của game |
| hovereffects on/off                 | Bật/tắt hiệu ứng di chuột |
| fullscreen                          | Chuyển chế độ toàn màn hình/cửa sổ |
| bb.showhiddenobjects                | Hiển thị vật phẩm ẩn |
| bb.showliveeditobjects              | Hiển thị vật phẩm debug của livemode trong build mode. Cheat này cần phải nhập sau testingcheats on và bb.showhiddenobjects mới dùng được |
| bb.moveobjects                      | Cho phép di chuyển vật phẩm vào bất cứ đâu trong build mode                                                                               |
| bb.enablefreebuild                  | Mở build mode ở bất cứ đâu, ngay cả trên những lô đất bị khóa.                                                                            |
| bb.ignoregameplayunlocksentitlement | Mở khóa vật phẩm bị khóa do nhiệm vụ |
| sims.give_satisfaction_points x     | Tăng x điểm hài lòng (satisfaction points)                                                                                                |

## Tranh cãi
Vào 9 tháng 5 năm 2014, có luồng tin thông báo rằng The Sims 4 đã bị đánh giá "18+" (Cấm trẻ em) bởi chính phủ Nga. Quyết định này được dựa trên hình ảnh của trò chơi về các mối quan hệ đồng tính trái với Pháp luật Nga, cấm "tuyên truyền của các mối quan hệ tình dục" cho trẻ em. Trước đó trong loạt trò The Sims đã thường xuyên được đánh giá là phù hợp cho các lứa tuổi thấp hơn; ví dụ, The Sims 3 được coi là thích hợp cho lứa tuổi 6 và cao hơn tại Đức. Sự việc đó được suy đoán rằng sự đánh giá sẽ không thể ảnh hưởng đến khả năng tiếp cận của trò chơi tại Nga; các phiên bản lậu ngày càng phổ biến và những người chơi trẻ tuổi có thể mua trò chơi từ các nước có một hệ thống đánh giá lỏng lẻo hơn.

## Phiên bản
| Tên                             | Ngày phát hành   | Bao gồm |
| ------------------------------- | ---------------- | --- |
| The Sims 4                      | - WW: Q3/Q4 2014 | Game gốc trên đĩa DVD |
| The Sims 4 Limited Edition      | - WW: Q3/Q4 2014 | Game gốc trên đĩa DVD, Các đồ vật cho các bữa tiệc                                                                           |
| The Sims 4 Digital Deluxe       | - WW: Q3/Q4 2014 | Các đồ vật cho các bữa tiệc, Các đồ vật dành cho về đêm, Âm nhạc kỹ thuật số, Các món đồ độc quyền Origin                    |
| The Sims 4: Collector's Edition | - WW: Q3/Q4 2014 | Các đồ vật cho các bữa tiệc, Các đồ vật dành cho về đêm, Âm nhạc kỹ thuật số, tương tác plumbob USB, sách hướng dẫn sáng tạo |
| The Sims 4: Premium Edition     | - WW: Q3/Q4 2014 | Các đồ vật cho các bữa tiệc, Các đồ vật dành cho về đêm, Âm nhạc kỹ thuật số, sách hướng dẫn sáng tạo                        |

## Các bản mở rộng

### Expansion Packs
| Mã   | Tên                  | Ngày phát hành / mô tả |
| ---- | -------------------- | --- |
| EP01 | Get to Work          | PC: Bắc Mỹ: 31 tháng 3 năm 2015 Châu Âu: 2 tháng 4 năm 2015 Console: Toàn cầu: 20 tháng 3 năm 2018 |
| EP01 | Get to Work          | Bổ sung thêm con đường sự nghiệp mới như thám tử, bác sĩ, nhà khoa học và sở hữu doanh nghiệp bán lẻ. World mới: Magnolia Promenade |
| EP02 | Get Together         | PC: Bắc Mỹ: 8 tháng 12 năm 2015 Châu Âu: 10 tháng 12 năm 2015 Console: Toàn cầu: 11 tháng 9 năm 2018 |
| EP02 | Get Together         | Giới thiệu tính năng câu lạc bộ có những hoạt động và nguyên tắc có thể tùy chỉnh, world mới được lấy cảm ứng từ kiến trúc của châu Âu, và bổ sung thêm những sự kiện cộng đồng để Sims tham gia. World mới: Windenburg |
| EP03 | City Living          | PC: Bắc Mỹ: 1 tháng 11 năm 2016 Châu Âu: 3 tháng 11 năm 2016 Console: Toàn cầu: 14 tháng 11 năm 2017 |
| EP03 | City Living          | Giới thiệu một thành phố nhộn nhịp, có các căn hộ trên những tòa nhà cao tầng và các lễ hội sôi động World mới: San Myshuno |
| EP04 | Cats & Dogs          | PC: Toàn cầu: 10 tháng 11 năm 2017 Console: Toàn cầu: 31 tháng 7 năm 2018 |
| EP04 | Cats & Dogs          | Bổ sung thêm chó và mèo vào cuộc sống của Sims và nghề nghiệp bác sĩ thú y. World mới: Brindleton Bay |
| EP05 | Seasons              | PC: Toàn cầu: 22 tháng 6 năm 2018 Console: Toàn cầu: 13 tháng 11 năm 2018 |
| EP05 | Seasons              | Giới thiệu tính năng mùa màng và hiệu ứng thời tiết như mưa, tuyết và các ngày lễ theo mùa. |
| EP06 | Get Famous           | PC: Toàn cầu: 16 tháng 11 năm 2018 Console: Toàn cầu: 12 tháng 2 năm 2019 |
| EP06 | Get Famous           | Bổ sung thêm lựa chọn theo đuổi sự nghiệp diễn xuất, trở thành ngôi sao mạng xã hội và trải nghiệm cuộc sống của người nổi tiếng. World mới: Del Sol Valley |
| EP07 | Island Living        | PC: Toàn cầu: 21 tháng 6 năm 2019 Console: Toàn cầu: 16 tháng 7 năm 2019 |
| EP07 | Island Living        | Bổ sung thêm lối sống tách biệt khỏi mạng lưới điện nước cộng đồng và sống lối sống tự cung tự cấp, cho phép Sims trải nghiệm cuộc sống trên đảo nhiệt đới và mối quan tâm tới môi trường. World mới: Sulani |
| EP08 | Discover University  | PC: Toàn cầu: 15 tháng 11 năm 2019 Console: Toàn cầu: 17 tháng 12 năm 2019 |
| EP08 | Discover University  | Cho phép Sims theo học đại học, chọn chuyên ngành và trải nghiệm cuộc sống trong ký túc xá. Sims có thể sử dụng bằng cấp đại học để thăng tiến trong sự nghiệp. World mới: Britechester |
| EP09 | Eco Lifestyle        | Toàn cầu: 5 tháng 6 năm 2020 |
| EP09 | Eco Lifestyle        | Bổ sung thêm lối sống thân thiện với môi trường, cho phép Sims chế tạo và sử dụng các vật dụng thân thiện với môi trường và kiểm tra tình trạng môi trường của khu phố World mới: Evergreen Harbor |
| EP10 | Snowy Escape         | Toàn cầu: 13 tháng 11 năm 2020 |
| EP10 | Snowy Escape         | Bổ sung thêm các hoạt động thể thao mùa đông như trượt tuyết trong một world mới được thiết kế theo phong cách Nhật Bản, cho phép Sims khám phá văn hóa địa phương. World mới: Mt. Komorebi |
| EP11 | Cottage Living       | Toàn cầu: 22 tháng 7 năm 2021 |
| EP11 | Cottage Living       | Giới thiệu lối sống đơn giản ở vùng nông thôn, cho phép Sims trồng trọt, chăn nuôi và tham gia các hoạt động của làng quê. World mới: Henford-on-Bagley |
| EP12 | High School Years    | Toàn cầu: 28 tháng 7 năm 2022 |
| EP12 | High School Years    | Tập trung vào những trải nghiệm của thanh thiếu niên ở trường trung học, đi kèm với tính năng cho phép người chơi tham gia đi học cùng Sims, bổ sung thêm những hoạt động sau giờ học, trải nghiệm tuổi dậy thì cùng những biến đổi về mặt cảm xúc, tình yêu tuổi thiếu niên và những hành vi nổi loạn. World mới: Copperdale |
| EP13 | Growing Together     | Toàn cầu: 16 tháng 3 năm 2023 |
| EP13 | Growing Together     | Tập trung vào những hoạt động gia đình, nuôi dạy trẻ em, tính năng chơi nhiều thế hệ và lựa chọn mở rộng gameplay cho giai đoạn cuộc sống Sim sơ sinh. World mới: San Sequoia |
| EP14 | Horse Ranch          | Toàn cầu: 20 tháng 7 năm 2023 |
| EP14 | Horse Ranch          | Bổ sung thêm ngựa là vật nuôi và bạn đồng hành với Sims, giới thiệu cuộc sống xoay quanh việc chăm sóc ngựa, cưỡi ngựa và tham gia các cuộc thi đua ngựa và một world mới được lấy ý tưởng từ miền Tây Hoa Kỳ. World mới: Chestnut Ridge                                                                                      |
| EP15 | For Rent             | Toàn cầu: 7 tháng 12 năm 2023 |
| EP15 | For Rent             | Giới thiệu hệ thống nhà cho thuê, cho phép Sims quản lý bất động sản cho thuê hoặc nhà cho thuê và một world mới được lấy ý tưởng từ vùng Đông Nam Á. World mới: Tomarang |
| EP16 | Lovestruck           | Toàn cầu: 25 tháng 7 năm 2024 |
| EP16 | Lovestruck           | Tập trung vào phát triển các mối quan hệ lãng mạn, những tương tác xã hội mới, app hẹn hò, hoạt động hẹn hò và một world mới được lấy ý tưởng từ Thành phố México World mới: Ciudad Enamorada |
| EP17 | Life & Death         | Toàn cầu: 31 tháng 10 năm 2024 |
| EP17 | Life & Death         | Bổ sung thêm những lựa chọn liên quan đến cái chết của Sims, thế giới bên kia và sự nghiệp Thần Chết. World mới: Ravenwood |
| EP18 | Businesses & Hobbies | Toàn cầu: 6 tháng 3 năm 2025 |
| EP18 | Businesses & Hobbies | Giới thiệu khả năng điều hành các doanh nghiệp nhỏ dựa trên kỹ năng và sở thích của Sims, đồng thời bổ sung thêm một số kỹ năng mới như xăm hình và làm gốm. World mới: Nordhaven |

### Game Packs
| Mã   | Tên                         | Ngày phát hành                                                                          | Bao gồm |
| ---- | --------------------------- | --------------------------------------------------------------------------------------- | --- |
| GP01 | Outdoor Retreat             | PC: - Thế giới: Ngày 13 tháng 1 năm 2015 Console: - Thế giới: Ngày 4 tháng 12 năm 2018  | Thêm một thế giới mới gọi là Granite Falls. Trong thế giới mới, Sims có thể đi nghỉ ngoài trời trong công viên quốc gia. Game Pack này cũng thêm một kỹ năng mới (Herbalism); một bộ sưu tập mới (côn trùng); và một số đặc điểm, thành tích, khát vọng, trang phục, đồ vật và những tương tác trong game có liên quan đến các hoạt động ngoài trời. |
| GP02 | Spa Day                     | PC: - Thế giới: Ngày 14 tháng 7 năm 2015 Console: - Thế giới: Ngày 18 tháng 4 năm 2019  | Bổ sung thêm các công trình như spa hoặc các câu lạc bộ Yoga. Gói này cũng bao gồm một kỹ năng mới (Wellness) cũng như một số trang phục, đồ vật và tương tác trong game có liên quan đến các tính năng tiêu biểu trong spa như mát xa, ngồi thiền, tắm bùn, xông hơi và yoga. |
| GP03 | Dine Out                    | PC: - Thế giới: Ngày 7 tháng 6 năm 2016 Console: - Thế giới: Ngày 8 tháng 1 năm 2018    | Cho phép Sim đến ăn nhà hàng, cũng như xây dựng và quản lí nhà hàng của riêng của mình. Chủ nhà hàng có thể tạo ra các thực đơn mới đa dạng cũng như có thể thuê nhân viên. Bản Game Pack này cũng đi kèm với các bộ trang phục trong chế độ CAS. |
| GP04 | Vampires                    | PC: - Thế giới: Ngày 24 tháng 1 năm 2017 Console: - Thế giới: Ngày 14 tháng 11 năm 2017 | Cho phép Sim trở thành Ma cà rồng với những sức mạnh và điểm yếu khác nhau. Một thế giới dân cư mới bao gồm năm lô đất với tên gọi Forgotten Hollow cũng được nhắc đến trong trailer. Gói này cũng đi kèm với một nguyện vọng mới, nhiều đặc điểm mới và nhiều vật phẩm chế độ CAS và chế độ xây dựng phù hợp với chủ đề ma cà rồng. |
| GP05 | Parenthood                  | PC: - Thế giới: Ngày 30 tháng 5 năm 2017 Console: - Thế giới: Ngày 19 tháng 6 năm 2018  | Cho phép các Sim đã trưởng thành kiểm soát và định hình cuộc sống của các Sim còn trẻ (Toddler, Child) hoặc tuổi thiếu niên (Teenager). Các tính năng mới như la mắng, bị mụn trứng cá hoặc các bài tập mô hình liên quan đến trường học. Trẻ mới biết đi, trẻ em và thanh thiếu niên có thể nổi loạn với cha mẹ và anh chị em khác của chúng. Cha mẹ có thể đối xử với hành vi mới này bằng cách nghiêm khắc, hoặc họ có thể được nuôi dưỡng và hy vọng rằng những điều tốt đẹp sẽ đến.                                                                                                   |
| GP06 | Jungle Adventure            | PC: - Thế giới:Ngày 27 tháng 2 năm 2018 Console: - Thế giới: Ngày 4 tháng 12 năm 2018   | Thêm vào trò chơi một thế giới mới với tên gọi là Selvadorada. Những món ăn mới, những điệu nhảy và âm nhạc mới cũng được thêm vào. Các loại cổ vật cổ xưa và các di tích bí ẩn có thể được khai quật và kiểm tra trong thế giới. |
| GP07 | StrangerVille               | PC: - Thế giới: Ngày 26 tháng 2 năm 2019 Console: - Thế giới: Ngày 14 tháng 5 năm 2019  | Thêm vào một vùng thị trấn sa mạc mới có tên là StrangerVille với một ẩn khúc cần giải quyết. Một nguyện vọng mới, các mục trong chế độ xây dựng và các mục CAS cũng được thêm vào. |
| GP08 | Realm of Magic              | PC: - Thế giới: Ngày 10 tháng 9 năm 2019 Console: - Thế giới: Ngày 15 tháng 10 năm 2019 | Thêm vào trò chơi hai thế giới mới là Glimmerbrook và Magical Realm. Ngoài ra còn thêm cả khả năng đọc thần chú Spellcasters và những lối chơi ma thuật cũng như các vật phẩm chế độ xây dựng theo phong cách Art Nouveau và ba phong cách khác nhau của các vật phẩm Spellcaster CAS. Sim còn có khả năng tham gia trường dạy phép thuật ở Glimmerbrook để có thể học hỏi những người đi trước, ngoài ra còn có thể đấu phép thuật và cưỡi chổi bay, Sim cũng có thể đi đến Magical Realm để có thể mua một số nguyên liệu cho bùa chú và các vật phẩm liên quan đến thế giới phép thuật. |
| GP09 | Star Wars: Journey to Batuu | Thế giới: Ngày 8 tháng 9 năm 2020                                                       | Thêm một thế giới mới có tên gọi là Batuu với cốt truyện theo phong cách Chiến tranh giữa các vì sao. Bổ sung thêm các loại người ngoài hành tinh mới và các trang phục, đồ vật và nhân vật lấy cảm hứng từ Chiến tranh giữa các vì sao. |

### Stuff Packs
| Mã   | Tên                   | Ngày phát hành                                                                          | Bao gồm |
| ---- | --------------------- | --------------------------------------------------------------------------------------- | --- |
| SP01 | Luxury Party Stuff    | PC: - Thế giới: Ngày 19 tháng 5 năm 2015 Console: - Thế giới: Ngày 5 tháng 12 năm 2017  | Thêm vào một số trang phục và các đồ vật sang trọng, bao gồm bàn ăn tự chọn và một đài phun phô mai/ sô cô la/nước uống để bàn. |
| SP02 | Perfect Patio Stuff   | PC: - Thế giới: Ngày 16 tháng 6 năm 2015 Console: - Thế giới: Ngày 17 tháng 11 năm 2017 | Thêm vào các đồ vật nội thất sân sau nhà, bao gồm cả bồn tắm nước nóng, cũng như trang phục mới. |
| SP03 | Cool Kitchen Stuff    | PC: - Thế giới: Ngày 11 tháng 8 năm 2015 Console: - Thế giới: Ngày 5 tháng 12 năm 2017  | Bao gồm các gian bếp, tủ bếp và các thiết bị nhà bếp như Máy làm kem với hơn 30 hương vị khác nhau. |
| SP04 | Spooky Stuff          | PC: - Thế giới: Ngày 29 tháng 9 năm 2015 Console: - Thế giới: Ngày 2 tháng 10 năm 2018  | Thêm vào những trang phục với chủ đề Halloween, các đồ vật trang trí bao gồm mạng nhện và trạm khắc bí ngô và một số bữa tiệc theo chủ đề ma quái mới mà các Sim có thể mở tiệc. |
| SP05 | Movie Hangout Stuff   | PC: - Thế giới: Ngày 12 tháng 1 năm 2016 Console: - Thế giới: Ngày 19 tháng 2 năm 2019  | Thêm vào những bộ quần áo theo phong cách Bohemian, rạp hát tại gia và các đồ vật như Máy làm bỏng ngô. |
| SP06 | Romantic Garden Stuff | PC: - Thế giới: Ngày 9 tháng 2 năm 2016 Console: - Thế giới: Ngày 6 tháng 2 năm 2018    | Thêm vào những thứ trang trí trong vườn, trang phục mới và các chế độ chơi mới. |
| SP07 | Kids Room Stuff       | PC: - Thế giới: Ngày 28 tháng 6 năm 2016 Console: - Thế giới: Ngày 19 tháng 6 năm 2018  | Bao gồm các vật dụng cho phòng trẻ em, bao gồm giường mới, thú nhồi bông, đồ chơi mới, các kiểu tóc và quần áo mới trong chế độ CAS cho trẻ em. |
| SP08 | Backyard Stuff        | PC: - Thế giới: Ngày 19 tháng 7 năm 2016 Console: - Thế giới: Ngày 22 tháng 5 năm 2018  | Bao gồm những đồ vật cho sân sau, chẳng hạn như cầu trượt, lồng chim, kiểu tóc và quần áo mới. |
| SP09 | Vintage Glamour Stuff | PC: - Thế giới: Ngày 6 tháng 12 năm 2016 Console: - Thế giới: Ngày 14 tháng 11 năm 2017 | Bao gồm các loại đồ nội thất sang trọng theo phong cách cổ điển như bàn trang điểm, quần áo và kiểu tóc mới lấy cảm hứng từ Old Hollywood và có thể thuê một quản gia. |
| SP10 | Bowling Night Stuff   | PC: - Thế giới: Ngày 29 tháng 3 năm 2017 Console: - Thế giới: Ngày 12 tháng 3 năm 2019  | Thêm vào trò chơi những công trình như làn chơi Bowling cho phép người chơi xây dựng Câu lạc bộ Bowling của mình để Sim có thể đến chơi. Thêm vào kỹ năng bowling với năm cấp độ, các bộ quần áo theo chủ đề mới, đồ nội thất, giấy dán tường và sàn nhà cũng được thêm vào.                                                                       |
| SP11 | Fitness Stuff         | PC: - Thế giới: Ngày 20 tháng 6 năm 2017 Console: - Thế giới: Ngày 12 tháng 3 năm 2019  | Thêm vào trò chơi các vật dụng mới như máy chạy bộ leo núi, chương trình tập luyện thể thao trên TV và tai nghe nhét tai không dây. Bản này cũng bao gồm thêm nhiều trang phục thể thao hơn. |
| SP12 | Toddler Stuff         | PC: - Thế giới: Ngày 24 tháng 8 năm 2017 Console: - Thế giới: Ngày 22 tháng 5 năm 2018  | Thêm vào các đồ vật sân chơi ngoài trời cho cho trẻ mới biết đi chơi. |
| SP13 | Laundry Day Stuff     | PC: - Thế giới: Ngày 16 tháng 1 năm 2018 Console: - Thế giới: Ngày 14 tháng 8 năm 2018  | Bổ sung các thiết bị công nghệ gia đình mới như máy giặt, máy xoáy hoặc xào phơi đồ và nhiều thứ khác để có thể giúp Sim của bạn có thể giặt là và phơi đồ, trở nên có trách nhiệm hơn và sống một cuộc sống thân thiện với môi trường. |
| SP14 | My First Pet Stuff    | PC: - Thế giới: Ngày 13 tháng 3 năm 2018                                                | Thêm vào những vật nuôi như chuột Hamster, chuột, nhím lùn hoặc những con vật với tên gọi miniature bubalus làm vật nuôi. Nó yêu cầu gói mở rộng Cats & Dogs để có thể chơi và là gói stuff pack đầu tiên yêu cầu một phần gói trò chơi khác để có thể chơi.                                                                                       |
| SP15 | Moschino Stuff        | PC: - Thế giới: Ngày 13 tháng 8 năm 2019 Console: - Thế giới: Ngày 3 tháng 9 năm 2019   | Bản Stuff Pack này là sự kết hợp của thương hiệu trò chơi The Sims và nhãn hiệu thời trang Moschino. Thêm vào trò chơi những bộ quần áo hiện đại kèm theo những món đồ nội thất mới. Ngoài ra trò chơi còn thêm vào nghề nghiệp nhiếp ảnh gia. |
| SP16 | Tiny Living Stuff     | PC: - Thế giới: Ngày 21 tháng 1 năm 2020 Console: - Thế giới: Ngày 4 tháng 2 năm 2020   | Thêm vào các thiết bị, nội thất gia đình, quần áo mới để giúp Sim của bạn có lối sống tối giản hơn và giảm lượng khí thải carbon của Sim, bao gồm nền gạch carbon trung tính và Giường Murphy giúp tiết kiệm chi phí gia đình. |
| SP17 | Nifty Knitting Stuff  | Thế giới: Ngày 28 tháng 7 năm 2020                                                      | Bổ sung thêm những tính năng về chủ đề đan len và những kĩ năng mới, trong đó bạn có thể đan quần áo cho Sim của mình và bán các đồ dệt kim trên một cửa hàng trực tuyến trong trò chơi tên là Plopsy. Ngoài ra còn bổ sung thêm cả ghế bập bênh từng được thêm vào các phiên bản The Sims trước, thêm vào 2 đài phát radio mới là Focus và Metal. |
| SP18 | Paranormal Stuff      | Thế giới: Ngày 26 tháng 1 năm 2021                                                      | |

### Free Packs
| Mã   | Tên                    | Ngày phát hành            | Mô tả |
| ---- | ---------------------- | ------------------------- | --- |
| FP01 | Holiday Celebration    | Ngày 16 tháng 12 năm 2014 | Một gói nội dung tải về miễn phí. Thêm những đồ vật trang trí kỳ nghỉ mùa đông và trang phục mới trong chế độ CAS. Nội dung trong gói Free Pack này được cập nhật thêm những đồ vật vào mỗi năm kể từ năm 2015. |
| FP02 | Grim's Ghoulish Guitar | Ngày 17 tháng 6 năm 2016  | Nội dung thưởng cho việc đăng ký nhận tin tức cập nhật trò chơi. Biểu tượng chỉ hiển thị trên menu chính nếu mục này được mở khóa. Bản này thêm vào những đồ vật cho Guitar và một số thứ khác.                 |